# Adityapur
Adityapur (en hindi: आदित्यपुर ) es una localidad de la India, en el distrito de Saraikela Kharsawan, estado de Jharkhand.

## Geografía
Se encuentra a una altitud de 153 m s. n. m. a 130 km de la capital estatal, Ranchi, en la zona horaria UTC +5:30.

## Demografía
Según estimación 2010 contaba con una población de 167 954 habitantes.